# تلفزيون وكالة الفضاء الأوروبية
تلفزيون وكالة الفضاء الاوربية (إيسا) هو شبكة التلفزيون التابعة لوكالة الفضاء الأوروبية، وهي عبارة عن شبكة بث عبر الأقمار الصناعية فقط تقوم بإرسال البرامج بشكل دوري عبر يوتلسات 9A إلى أوروبا وشمال أفريقيا والشرق الأوسط كجزء من خدمة المعلومات العامة عبر الأقمار الصناعية في أوروبا، وبالإضافة إلى ذلك، يتم بث الأحداث الحية عبر الأقمار الصناعية المختلفة تغطي القارة الأوروبية.
قبل عام 2008، لم تبث إيسا في وقت واحد عبر الإنترنت، ولكنها جعلت البرمجة متاحة للتنزيل عبر موقع فتب، مما يتطلب من المستخدمين تسجيل الدخول للوصول إلى المواد، ويتاح اسم المستخدم وكلمة المرور المتاحة عن طريق التسجيل لخدمة الإذاعة التلفزيونية إيسا.
في عام 2008، بدأت وكالة الفضاء الأوروبية على شبكة الإنترنت تشغيل بعض الأنشطة باستخدام منصة (Livestream.com) وتهدف القناة إلى توفير تغطية لعمليات الإطلاق ورواد الفضاء واستكشاف الفضاء، وتوفر بثا شبكيا منتظما من منشآت وكالة الفضاء الأوروبية في أوروبا، وتطلق من ميناء الفضاء الأوروبي في كورو، ومن أي مكان تسافر فيه بعثات وكالة الفضاء الأوروبية.

## روابط خارجية
- ESA Television official site
- ESA live video (only during special events)
- ESA channel at Livestream.com